# Rhombognathides spinipes
Rhombognathides spinipes är en kvalsterart som först beskrevs av Viets 1933.  Rhombognathides spinipes ingår i släktet Rhombognathides och familjen Halacaridae. Arten är reproducerande i Sverige. Inga underarter finns listade i Catalogue of Life.